# Ahu Akivi
Ahu Akivi, jedan od najvažnijih ahua na Uskršnjem otoku. Bio je posebno sveto mjesto koje je služilo kao svetište i nebeska zvjezdarnica. Izgrađen je oko 1500. godine i na sebi nosi sedam moaia (skulptura). Ahu Akivi je bio predmet prve ozbiljne obnove na Uskršnjem otoku kojeg su se prihvatili arheolozi William Mulloy i Gonzalo Figueroa, i posao priveli kraju s odličnim rezultatima. 
Ahu Akivi je izgrađen astronomski precizno, a njegovih sedam moaia gleda prema mjestu gdje sunce zalazi za vrijeme ekvinocija. Kako su statue bile oborene na tlo arheolog William Mulloy i njegov tim proveli su 1960/61 godine nekoliko mjeseci na njihovom podizanju u izvorne položaje. Prema legendi, 7 figura predstavljaju 7 istraživača koje je kralj Hotu Matu'a doveo preko mora, vjerojatno s Markeškog otočja, kako bi pronašli ovaj novi domovine za njega i njegov narod.